# Psychotria lasianthoides
Psychotria lasianthoides är en måreväxtart som beskrevs av Theodoric Valeton. Psychotria lasianthoides ingår i släktet Psychotria och familjen måreväxter. Inga underarter finns listade i Catalogue of Life.